# 준사
준사(俊沙, 생몰년 미상)는 센고쿠 시대에 조선에 귀순한 항왜이다.

## 생애
알 수 없는 시점에 안골포에서 조선군에 투항하여 항왜가 되었다. 1597년 벌어진 명량 해전에서 일본 수군의 함선 330여 척이 이순신이 이끄는 조선 수군 13척(그 중에도 전투 초기엔 1척)에 패하자 왜군은 후퇴하기 시작했다. 이순신은 안위, 김응함 등에게 적선들을 공격하도록 하고 송여종과 정응두 등은 서로 협력해 일본의 배를 공격하는 상황이었다. 이 때 준사는 이순신의 배에 타고 있다가 배 위에서 바다에 빠진 왜군들을 내려다보던 중 마다시(馬多時)를 알아보고 "무늬 있는 붉은 비단 옷을 입은 놈이 적장 마다시입니다." 하며 지목했고, 이순신은 김돌손을 시켜 갈고리로 마다시의 시체를 건져내게 했다. 준사가 마다시의 얼굴을 보고 그가 맞다는 것을 확인하자 이순신은 그 시체를 참수해 목을 걸어두어 일본군의 사기를 꺾었다. 준사가 이때 가리킨 마다시라는 장수는 구루시마 미치후사라는 설이 유력하지만 당시 사망한 장소와 연대가 같은 통칭 마타시로(又四郎)라 불리던 간 마사카게라고 볼 수도 있다는 설도 있다.

## 준사가 등장한 작품

### 드라마
- 《불멸의 이순신》 (2004년, KBS1) - 배우: 이원희

극에서는 준사를 모티브로 한 신이치로 등장했다.

### 영화
- 《명량》 - 배우: 오타니 료헤이
- 《한산: 용의 출현》 - 배우: 김성규
- 《노량: 죽음의 바다》 - 배우: 김성규